# Trineu coet

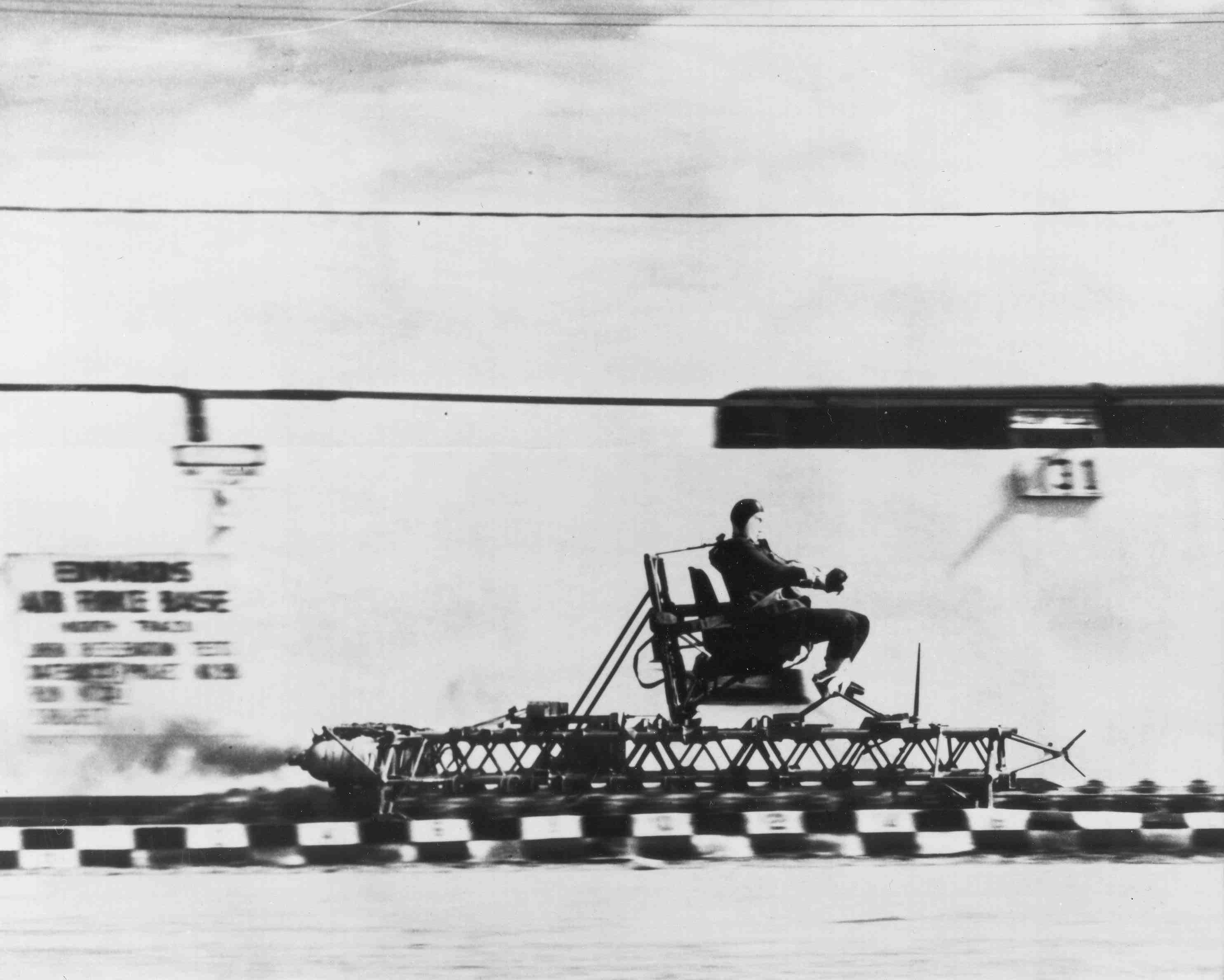
Lt. Col. John P. Stapp sobre un trineu coet a l'Edwards Air Force Base

Un trineu coet és una plataforma de proves que llisca al llarg d'un conjunt de rails, impulsada per coets.
Com el seu nom indica, un trineu coet no utilitza rodes. En canvi, hi ha coixinets de lliscament, anomenades "sabatilles", que es corben al voltant del cap dels rails per evitar que el trineu voli fora de la pista. El perfil de la secció transversal del rail és la d'un Vignoles, d'ús comú per als ferrocarrils.
Un trineu coet té el rècord de velocitat en terra per a un vehicle, en Mach 8,5.